# آزار مسلمانان در جریان فروپاشی عثمانی

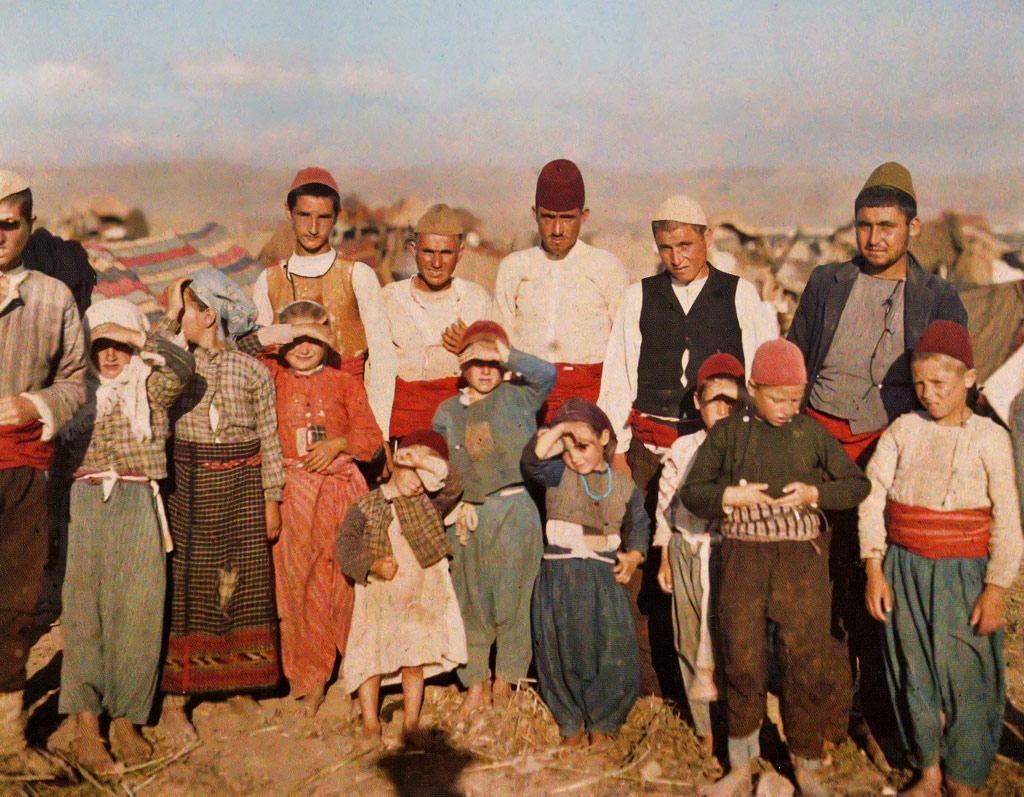
پناهجویان ترک در حال فرار از دست نیروهای بلغار در طی جنگ نخست بالکان در سال ۱۹۱۳

آزار مسلمانان عثمانی در سده‌های ۱۸ و ۱۹ میلادی شامل کشتار و آزار مسلمانان بالکان (آلبانیایی‌ها، بوسنیایی‌ها، صرب‌ها، مسلمانان یونانی، پوماک‌ها، چرکس‌ها و دیگران) به ویژه توسط روس‌ها و غیرمسلمانان واقع در بالکان و بیشتر به هنگام و پس از جنگ جهانی اول و در میانه فروپاشی عثمانی بود.
در سده نوزدهم میلادی در بالکان همزمان با افول قدرت عثمانی، ملی‌گرایی اوج گرفت که بنیانگذاری یونان، صربستان، بلغارستان و رومانی مستقل در پی آن بود. در همان زمان امپراتوری روسیه مناطقی از قفقاز و دریای سیاه را به تصرف خود درآورده بود. این رخدادها باعث آواره شدن مسلمانان بسیاری از این مناطق شد. آزار مسلمانان در طول جنگ جهانی اول نیز با هجوم نیروهای روس در شرق و در زمان جنگ استقلال ترکیه در غرب، شرق و جنوب آناتولی توسط یونانی‌ها و ارمنی‌ها ادامه یافت. در پی جنگ یونان و ترکیه با رخداد یک جابه‌جایی جمعیت میان این دو کشور، بیشتر مسلمانان یونانی این کشور را ترک کردند. در این دوران مهاجران مسلمان از اقصی نقاط کشور در ترکیه ساکن شدند.